# Districte electoral de Vilademuls
El districte de Vilademuls fou una circumscripció electoral del Congrés dels Diputats utilitzada en les eleccions generals espanyoles entre 1871 i 1923. Es tractava d'un districte uninominal, ja que només era representat per un sol diputat.

## Àmbit geogràfic
Es tractava d'un cas de gerrymandering, ja que el territori estava format per un corredor que anava de Sant Martí Sesserres, passant per Vilademuls, Sant Pere Pescador i Roses fins al Cap de Creus; i per dos exclavaments: Llers i una agrupació de municipis al sud de l'estany de Banyoles. El districte estava creat per assegurar l'elecció de candidats de partits dinàstics en deteriorament dels partits republicans, forts a les principals ciutats de l'Empordà.

## Diputats electes
| Elecció | Elecció        | Diputat                                 | Partit/Ideologia                    |
| ------- | -------------- | --------------------------------------- | ----------------------------------- |
|         | 1871           | Lluís de Frellez i Noguerol             | Sense dades                         |
|         | Abril 1872     | José Álvarez Mariño                     | Conservador                         |
|         | Agost 1872     | Joan Tutau i Vergés                     | Partit Republicà Democràtic Federal |
|         | 1876           | José Álvarez Mariño                     | Conservador                         |
|         | 1892 (parcial) | Gustavo Ruiz de Grijalba y López Falcón | Conservador                         |
|         | 1896           | Frederic Rahola i Trèmols               | Conservador                         |
|         | 1898           | Luis Canalejas Méndez                   | Liberal                             |
|         | 1899           | Gustavo Ruiz de Grijalba y López Falcón | Conservador                         |
|         | 1901           | Luis Canalejas Méndez                   | Liberal                             |
|         | 1905 (parcial) | Salvador Raventós Clivilles             | Liberal monterista                  |
|         | 1907           | Manuel Bofarull i de Palau              | Tradicionalista solidari            |
|         | 1910           | Carles Cusí i de Miquelet               | Liberal                             |
|         | 1919           | Francesc de Moxó i de Sentmenat         | Unió Monàrquica Nacional            |
|         | 1920           | Manuel Rius i Rius                      | Unió Monàrquica Nacional (liberal)  |
|         | 1923           | Narcís Pla i Carreras                   | Lliga Regionalista                  |

## Resultats electorals

### Dècada de 1920
| Eleccions generals del 29/04/1923 |                          |                       |       |      |
| Partit/Ideologia                  | Partit/Ideologia         | Candidat              | Vots  | %    |
|                                   | Lliga Regionalista       | Narcís Pla i Carreras | 4.028 | 80,8 |
|                                   | Unió Monàrquica Nacional | Dàrius Romeu i Freixa | 730   | 14,6 |
|                                   | Altres                   | Altres                | 29    | 0,6  |
| Vots en blanc                     | Vots en blanc            | Vots en blanc         | 198   | 4,0  |
| Total                             | Total                    | Total                 | 4.985 | 100  |
| Cens/participació                 | Cens/participació        | Cens/participació     | 8.895 | 56,0 |

| Eleccions generals del 19/12/1920 |                                    |                             |       |      |
| Partit/Ideologia                  | Partit/Ideologia                   | Candidat                    | Vots  | %    |
|                                   | Unió Monàrquica Nacional (liberal) | Manuel Rius i Rius          | 3.793 | 65,7 |
|                                   | Catòlic Agrari                     | Manuel de Bofarull i Romañà | 1.893 | 32,8 |
|                                   | Republicà federal                  | Albert Balari i Galí        | 0     | 0,0  |
|                                   | Altres                             | Altres                      | 86    | 1,5  |
| Total                             | Total                              | Total                       | 5.772 | 100  |
| Cens/participació                 | Cens/participació                  | Cens/participació           | 8.753 | 65,9 |

### Dècada de 1910
| Eleccions generals del 01/06/1919 |                          |                                 |       |      |
| Partit/Ideologia                  | Partit/Ideologia         | Candidat                        | Vots  | %    |
|                                   | Unió Monàrquica Nacional | Francesc de Moxó i de Sentmenat | 3.533 | 57,5 |
|                                   | Lliga Regionalista       | Josep Maria Blanch i Romeu      | 2.557 | 41,6 |
|                                   | Altres                   | Altres                          | 5     | 0,1  |
| Vots en blanc                     | Vots en blanc            | Vots en blanc                   | 48    | 0,8  |
| Total                             | Total                    | Total                           | 6.143 | 100  |
| Cens/participació                 | Cens/participació        | Cens/participació               | 8.627 | 71,2 |

| Eleccions generals del 08/03/1914 |                                          |                           |       |      |
| Partit/Ideologia                  | Partit/Ideologia                         | Candidat                  | Vots  | %    |
|                                   | Liberal                                  | Carles Cusí i de Miquelet | 3.260 | 51,4 |
|                                   | Comunió Tradicionalista                  | Domingo Cirici Ventalló   | 1.749 | 27,6 |
|                                   | Coalició republicana (Republicà Federal) | Damià Cardoner i Viñals   | 1.286 | 20,3 |
|                                   | Altres                                   | Altres                    | 10    | 0,2  |
| Vots en blanc                     | Vots en blanc                            | Vots en blanc             | 24    | 0,4  |
| Vots nuls                         | Vots nuls                                | Vots nuls                 | 9     | 0,1  |
| Total                             | Total                                    | Total                     | 6.338 | 100  |
| Cens/participació                 | Cens/participació                        | Cens/participació         | 9.050 | 70,0 |

| Eleccions generals del 08/05/1910 |                         |                            |       |      |
| Partit/Ideologia                  | Partit/Ideologia        | Candidat                   | Vots  | %    |
|                                   | Liberal canalejista     | Carles Cusí i de Miquelet  | 3.741 | 51,5 |
|                                   | Comunió Tradicionalista | Manuel Bofarull i de Palau | 3.037 | 41,8 |
|                                   | Altres                  | Altres                     | 288   | 4,0  |
| Vots en blanc                     | Vots en blanc           | Vots en blanc              | 193   | 2,7  |
| Total                             | Total                   | Total                      | 7.259 | 100  |
| Cens/participació                 | Cens/participació       | Cens/participació          | 9.123 | 79,6 |

### Dècada de 1900
| Eleccions generals del 21/04/1907 |                          |                            |       |      |
| Partit/Ideologia                  | Partit/Ideologia         | Candidat                   | Vots  | %    |
|                                   | Tradicionalista solidari | Manuel Bofarull i de Palau | 4.606 | 99,2 |
|                                   | Altres                   | Altres                     | 37    | 0,8  |
| Total                             | Total                    | Total                      | 4.643 | 100  |
| Cens/participació                 | Cens/participació        | Cens/participació          | 8.903 | 52,2 |

| Elecció parcial del 31/12/1905 |                                     |                             |       |      |
| Partit/Ideologia               | Partit/Ideologia                    | Candidat                    | Vots  | %    |
|                                | Liberal monterista                  | Salvador Raventós Clivilles | 2.475 | 42,8 |
|                                | Partit Republicà Democràtic Federal | Nicolás Estévanez           | 2.326 | 40,2 |
|                                | Lliga Regionalista                  | Manuel Bofarull i de Palau  | 984   | 17,0 |
|                                | Altres                              | Altres                      | 2     | 0,0  |
| Total                          | Total                               | Total                       | 5.787 | 100  |
| Cens/participació              | Cens/participació                   | Cens/participació           | 8.860 | 65,3 |

| Eleccions generals del 10/11/1905 |                                     |                       |       |      |
| Partit/Ideologia                  | Partit/Ideologia                    | Candidat              | Vots  | %    |
|                                   | Liberal                             | Luis Canalejas Méndez | 3.269 | 70,1 |
|                                   | Partit Republicà Democràtic Federal | Pere Pi i Sunyer      | 1.392 | 29,9 |
| Total                             | Total                               | Total                 | 4.661 | 100  |
| Cens/participació                 | Cens/participació                   | Cens/participació     | 8.489 | 54,9 |

| Elecció parcial del 26/05/1903 |                    |                           |       |
| Partit/Ideologia               | Partit/Ideologia   | Candidat                  | Vots  |
|                                | Liberal            | Luis Canalejas Méndez     | 3.534 |
|                                | Conservador        | Tomàs Roger i Larrosa     | 1.364 |
|                                | Republicà          | Joan Deu                  | 354   |
|                                | Lliga Regionalista | Frederic Rahola i Trèmols | 0     |

| Eleccions generals del 19/05/1901 |                   |                       |       |      |
| Partit/Ideologia                  | Partit/Ideologia  | Candidat              | Vots  | %    |
|                                   | Liberal           | Luis Canalejas Méndez | 4.334 | 99,0 |
|                                   | Altres            | Altres                | 39    | 0,9  |
| Vots en blanc                     | Vots en blanc     | Vots en blanc         | 5     | 0,1  |
| Total                             | Total             | Total                 | 4.378 | 100  |
| Cens/participació                 | Cens/participació | Cens/participació     | 8.572 | 51,1 |

### Dècada de 1890
| Eleccions generals del 16/04/1899 |                   |                                         |       |      |
| Partit/Ideologia                  | Partit/Ideologia  | Candidat                                | Vots  | %    |
|                                   | Conservador       | Gustavo Ruiz de Grijalba y López Falcón | 3.138 | 89,5 |
|                                   | Altres            | Altres                                  | 368   | 10,5 |
| Total                             | Total             | Total                                   | 3.506 | 100  |
| Cens/participació                 | Cens/participació | Cens/participació                       | 8.378 | 41,8 |

| Eleccions generals del 27/03/1898 |                   |                       |       |      |
| Partit/Ideologia                  | Partit/Ideologia  | Candidat              | Vots  | %    |
|                                   | Liberal           | Luis Canalejas Méndez | 4.204 | 62,1 |
|                                   | Altres            | Altres                | 2.566 | 37,9 |
| Total                             | Total             | Total                 | 6.770 | 100  |
| Cens/participació                 | Cens/participació | Cens/participació     | 8.428 | 80,3 |

| Eleccions generals del 12/04/1896 |                   |                           |       |      |
| Partit/Ideologia                  | Partit/Ideologia  | Candidat                  | Vots  | %    |
|                                   | Conservador       | Frederic Rahola i Trèmols | 5.036 | 99,4 |
|                                   | Altres            | Altres                    | 29    | 0,6  |
| Total                             | Total             | Total                     | 5.065 | 100  |
| Cens/participació                 | Cens/participació | Cens/participació         | 8.605 | 58,9 |

| Eleccions generals del 05/03/1893 |                   |                                         |       |      |
| Partit/Ideologia                  | Partit/Ideologia  | Candidat                                | Vots  | %    |
|                                   | Conservador       | Gustavo Ruiz de Grijalba y López Falcón | 3.183 | 50,0 |
|                                   | Altres            | Altres                                  | 3.187 | 50,0 |
| Total                             | Total             | Total                                   | 6.370 | 100  |
| Cens/participació                 | Cens/participació | Cens/participació                       | 8.361 | 76,2 |

| Elecció parcial del 03/07/1892 |                   |                                         |       |      |
| Partit/Ideologia               | Partit/Ideologia  | Candidat                                | Vots  | %    |
|                                | Conservador       | Gustavo Ruiz de Grijalba y López Falcón | 3.856 | 70,0 |
|                                | Altres            | Altres                                  | 1.655 | 30,0 |
| Total                          | Total             | Total                                   | 5.511 | 100  |
| Cens/participació              | Cens/participació | Cens/participació                       | 8.378 | 65,8 |

| Eleccions generals del 01/02/1891 |                   |                     |       |      |
| Partit/Ideologia                  | Partit/Ideologia  | Candidat            | Vots  | %    |
|                                   | Conservador       | José Álvarez Mariño | 2.519 | 41,0 |
|                                   | Altres            | Altres              | 3.621 | 59,0 |
| Total                             | Total             | Total               | 6.140 | 100  |
| Cens/participació                 | Cens/participació | Cens/participació   | 8.322 | 73,8 |

### Dècada de 1880
| Eleccions generals del 04/04/1886 |                  |                     |       |      |
| Partit/Ideologia                  | Partit/Ideologia | Candidat            | Vots  | %    |
|                                   | Conservador      | José Álvarez Mariño | 593   | 53,0 |
|                                   | Altres           | Altres              | 526   | 47,0 |
| Total                             | Total            | Total               | 1.119 | 100  |

| Eleccions generals del 27/04/1884 |                  |                     |       |      |
| Partit/Ideologia                  | Partit/Ideologia | Candidat            | Vots  | %    |
|                                   | Conservador      | José Álvarez Mariño | 1.240 | 98,1 |
|                                   | Altres           | Altres              | 24    | 1,9  |
| Total                             | Total            | Total               | 1.264 | 100  |

| Eleccions generals del 20/08/1881 |                  |                     |       |       |
| Partit/Ideologia                  | Partit/Ideologia | Candidat            | Vots  | %     |
|                                   | Conservador      | José Álvarez Mariño | 1.134 | 110,5 |
| Total                             | Total            | Total               | 1.026 | 100   |

### Dècada de 1870
| Eleccions generals del 20/04/1879 |                   |                     |       |      |
| Partit/Ideologia                  | Partit/Ideologia  | Candidat            | Vots  | %    |
|                                   | Conservador       | José Álvarez Mariño | 929   | 72,8 |
|                                   | Altres            | Altres              | 347   | 27,2 |
| Total                             | Total             | Total               | 1.276 | 100  |
| Cens/participació                 | Cens/participació | Cens/participació   | 1.880 | 67,9 |

| Eleccions generals del 20/01/1876 |                  |                     |       |      |
| Partit/Ideologia                  | Partit/Ideologia | Candidat            | Vots  | %    |
|                                   | Conservador      | José Álvarez Mariño | 2.538 | 98,3 |
|                                   | Altres           | Altres              | 44    | 1,7  |
| Total                             | Total            | Total               | 2.582 | 100  |

| Eleccions generals del 10/05/1873 |                                     |                     |       |       |
| Partit/Ideologia                  | Partit/Ideologia                    | Candidat            | Vots  | %     |
|                                   | Partit Republicà Democràtic Federal | Joan Tutau i Vergés | 3.177 | 100,0 |
| Total                             | Total                               | Total               | 3.177 | 100   |

| Eleccions generals del 24/08/1872 |                                     |                     |       |       |
| Partit/Ideologia                  | Partit/Ideologia                    | Candidat            | Vots  | %     |
|                                   | Partit Republicà Democràtic Federal | Joan Tutau i Vergés | 1.531 | 100,0 |
| Total                             | Total                               | Total               | 1.531 | 100   |

| Eleccions generals del 03/04/1872 |                  |                     |       |      |
| Partit/Ideologia                  | Partit/Ideologia | Candidat            | Vots  | %    |
|                                   | Conservador      | José Álvarez Mariño | 4.906 | 70,3 |
|                                   | Altres           | Altres              | 2.069 | 29,7 |
| Total                             | Total            | Total               | 6.975 | 100  |

| Eleccions generals del 08/03/1871 |                  |                             |       |      |
| Partit/Ideologia                  | Partit/Ideologia | Candidat                    | Vots  | %    |
|                                   | Sense dades      | Lluís de Frellez i Noguerol | 2.862 | 46,2 |
|                                   | Altres           | Altres                      | 3.336 | 53,8 |
| Total                             | Total            | Total                       | 6.198 | 100  |